# Benzdorp
Benzdorp ist ein Ort im Distrikt Sipaliwini in Suriname auf 105 Metern Seehöhe, der nach dem ehemaligen englischen Konsul und Goldhändler Benz benannt wurde.
Er liegt in der Nähe der Grenze zu Französisch-Guayana am Fluss Lawa, der südlichen Verlängerung des Marowijne. Der Ort ist geprägt durch die ihn umgebenden Goldminen, in denen überwiegend brasilianische Garimpeiros arbeiten. Mit der Goldförderung in der Gegend rund um Benzdorp wurde ungefähr 1875 begonnen. In der ersten Hälfte des 20. Jahrhunderts verlor der Goldabbau dann immer mehr an Bedeutung. In dieser Zeit war Benzdorp praktisch unbewohnt. Erst in den 1990er Jahren lebten die Goldaktivitäten wieder auf. Der Ort ist heute (2008) mit seinem Airstrip eine wichtige Zwischenstation zu den umliegenden Goldminen. Außerdem gibt es in Benzdorp eine Wetterstation.

## Geographie
Die Siedlung liegt im Dschungel des Tapanahony Resort, in der Nähe der Stromschnellen von Oemankrassiabra und des Lawa River, der die Grenze zu Französisch-Guayana in Marowijne bildet.
Nördlich liegt die Stadt Cottica, südlich Anapaike und im Südosten liegt der französische Ort Guyana Maripasoula.
Südwestlich der Stadt liegt Fatu Switie, eine Bergkette mit einer Höhe von etwa 375 Metern.

## Geschichte
Um 1885 wurde in diesem Gebiet zwischen den Flüssen Lawa und Tapanahony Gold gefunden, da es aber eine umstrittene Grenze zwischen der holländischen und französischen Kolonie gab, kam dieser dem russischen Zaren Alexander III zu Fall, der das Gebiet im Mai 1891 an Suriname übergab. 1902 entschied der damalige Gouverneur Cornelis Lely in Suriname, dass die Lawabahn von der Regierung gebaut werden würde. Diese würde Gold aus dem Lawa-Gebiet nach Paramaribo transportieren. Die geplante Bahnstrecke von 350 km wurde aufgrund enttäuschender Goldfunde von Paramaribo aus nur zur Hälfte fertiggestellt.
Um 1974 ging die Bevölkerung der Siedlung auf etwa 10 zurück, jedoch sind in letzter Zeit Goldsucher zurückgekehrt, darunter eine relativ große Anzahl von garimpeiros, brasilianische Goldminenarbeiter.
Die garimpeiros und gowtuman (Goldminenarbeiter aus Suriname) zogen ins Landesinnere und gründeten ein neues Dorf namens Benzdorp, obwohl es meilenweit von dem ursprünglichen Dorf entfernt ist. Ungefähr 600 Menschen leben im heutigen Benz-Dorf, von diesen stammen zwei Drittel aus Brasilien und der Rest sind Cimarrones.
Benzdorp ist ursprünglich ein Dorf mit einer ethnischen Gruppe der Bushinengue (Aluku, auch Aloekoe oder Boni). Beide Ufer (besonders das französische) der Lawa auf dieser Höhe sind seit Jahrhunderten von den Aluku Maroons bewohnt, die in diesem Teil ihres Lebensraums als Goldgräber tätig waren. Die Regierung von Suriname besitzt die Goldminenrechte in und um die Stadt Benz und hat Grassalco eine Konzession erteilt, die Goldminenarbeitern (Brasilianer, Suriname und Franzosen) Verträge gegen eine monatliche Gebühr vergibt.

## Bemerkenswerte Katastrophen
Im Mai 2006 wurde das Dorf überschwemmt, als das Wasser der Lawa infolge starker Regenfälle weit über die Ufer reichte, wovon auch viele andere Dörfer in Suriname litten.
Am 3. April 2008 stürzte ein von Blue Wing Airlines („2008 Suriname Air Crash“) betriebenes Flugzeug bei der Landung am Lawa Antino Airport in der Nähe von Benzdorp ab und tötete 19 Menschen. Der Flughafen Lawa Antino liegt westlich von Benzdorp.
Am 17. Mai 2013 stürzte ein privater Helikopter aus Französisch-Guayana in der Nähe der Benzdorp-Goldminensiedlung von Boewese im Auftrag von NaNa Resources ab, der mit dem Transport von Gold während eines nicht registrierten Fluges innerhalb Suriname beauftragt war. Der Pilot erlitt einen Beinbruch und wurde zur Behandlung nach Maripasoula in Französisch-Guayana geflogen.